# Желтошейный ара
Желтошейный ара (лат. Primolius auricollis) — вид птиц из семейства попугаевых.

## Внешний вид
Это самый мелкий вид в роде. Длина тела 38 см; вес до 280 г. Окраска оперения зелёная, лоб чёрно-синий. Передняя часть головы, включая темя, чёрно-коричневая. Почти на границе спины и шеи жёлтый воротник, довольно широкий, охватывающий полумесяцем шею, что послужило для названия вида. Маховые перья сине-зелёные. Рулевые сверху тёмно-коричневые, снизу желтоватые с голубыми кончиками. Сверху перья хвоста коричнево-красные, на концах голубые. Снизу хвост жёлто-коричневый. Клюв чёрный. От клюва и вокруг глаз имеется неоперённая зона белого цвета. Радужка оранжевого цвета. Лапы серые.

## Распространение
Распространён в Аргентине, Парагвае, Боливии и Бразилии.

## Образ жизни
Обитает в различных тропических лесах: влажных, сухих, галерейных и других. Вне периода размножения держится стаями по 10—20 особей. Питается орехами пальм и плодами растений. Наносит ущерб овощным и кукурузным плантациям.

## Размножение
Гнёзда устраивает в дуплах высоких мёртвых деревьев, на высоте от 15 м. В кладке 2—4 яйца, насиживание длится 27—30 дней. Молодые вылетают из гнезда в возрасте 45—50 дней.

## Содержание
Довольно часто содержат в домашних условиях, так как в отличие от большинства других представителей этого рода попугаев он кричит значительно реже и более спокоен. При одиночном содержании быстро приручаются и становятся послушными и доверчивыми.

## Галерея

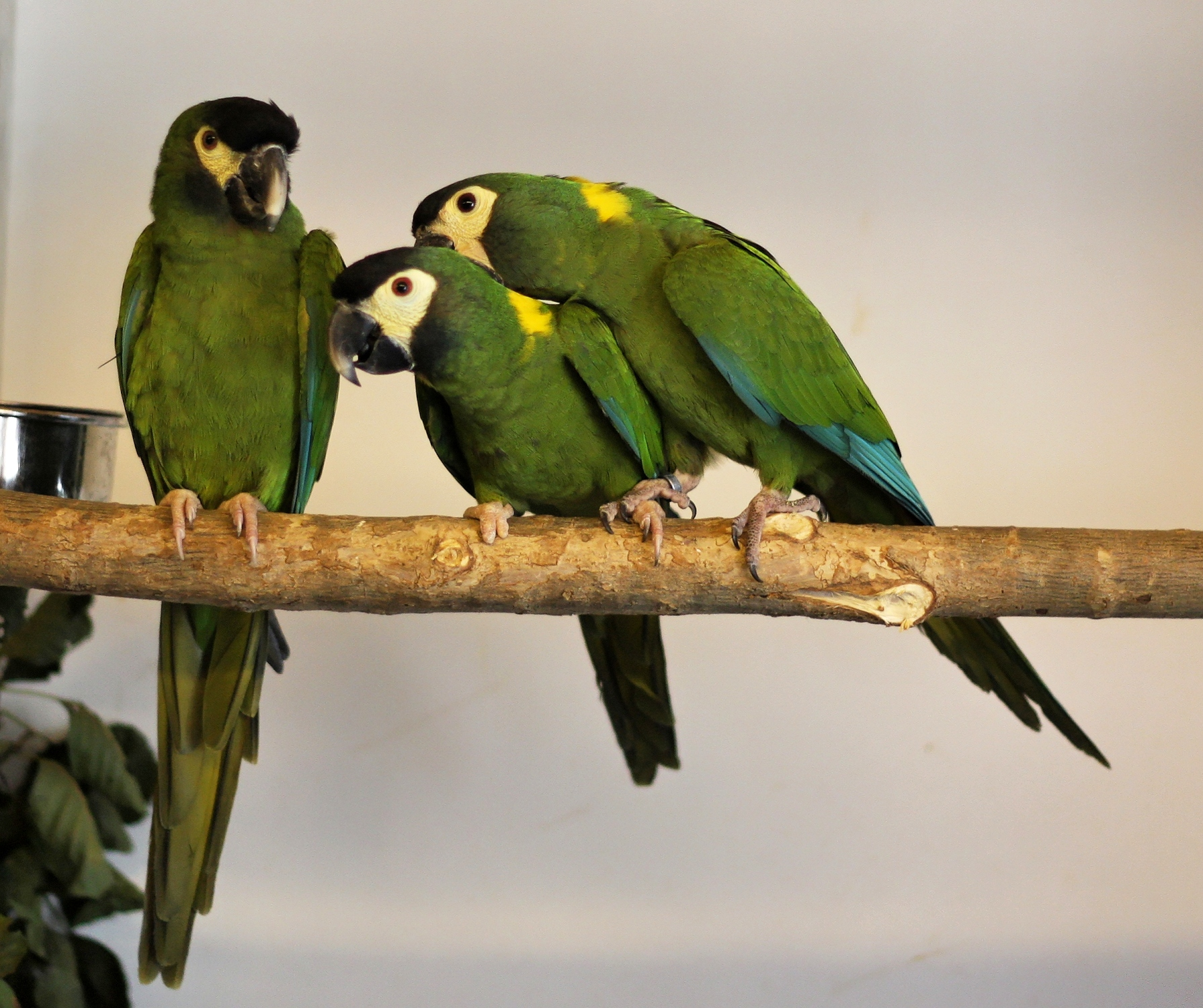
Трое попугаев на ветке
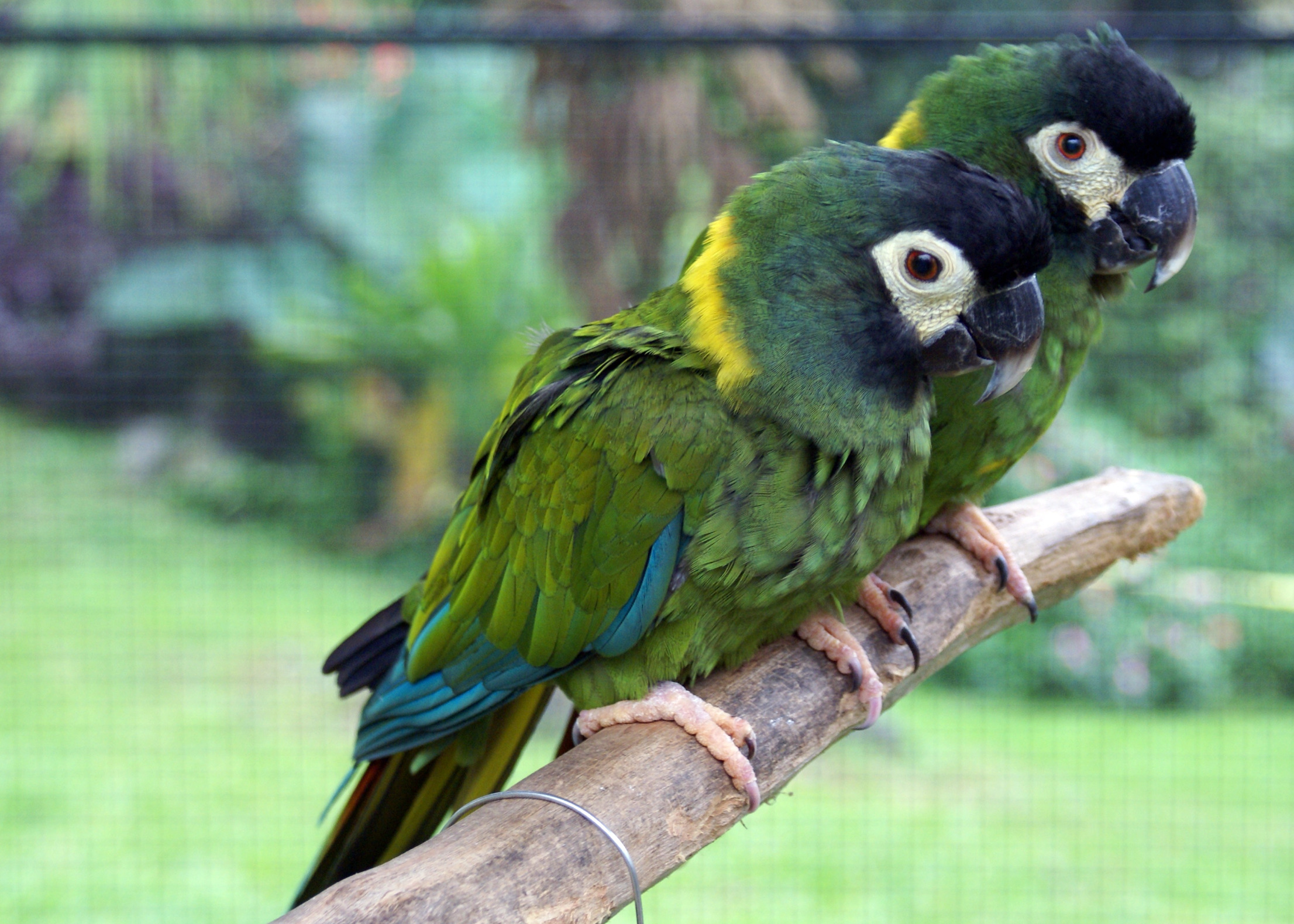
Пара попугаев в зоопарке
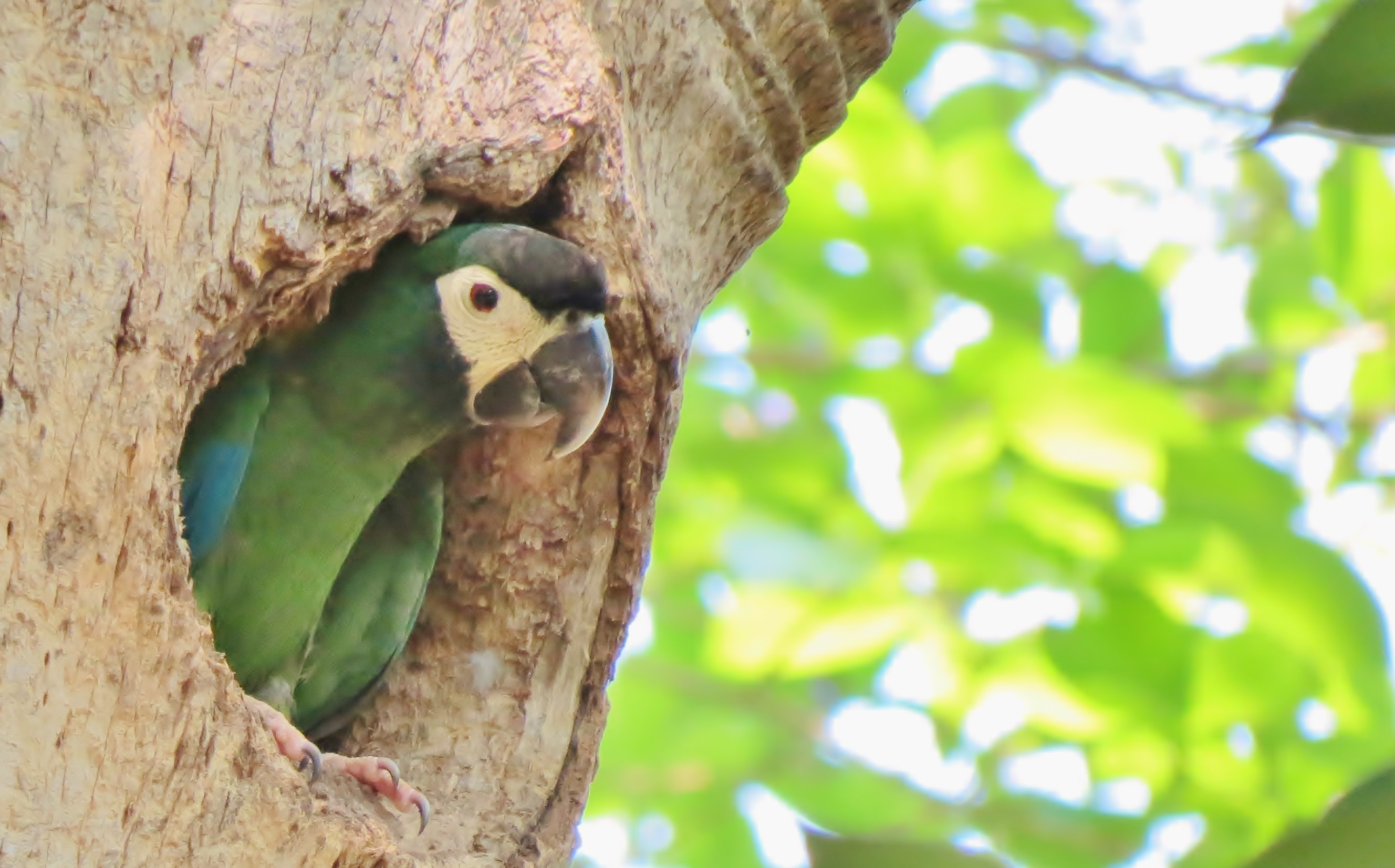
Выглядывающий из дупла